# 李白
李白（701年—762年）:2-3，字太白，號稱「詩仙」:12，自號「青蓮居士」，生於唐朝綿州彰明縣（今中華人民共和國四川省江油縣青蓮鎮）:58，唐代詩人兼官員。有關李白的家世存在爭議，根據不同學者的考證和推論，有「蜀地漢人」、「西域漢人」及「西域外族」等說。李白在蜀中長大，二十四歲開始出蜀漫遊各地，力圖獲得官員的舉薦而入仕，但事與願違多次碰壁，四十二歲時李白因身為高士而名動京師，獲唐玄宗徵召，出任翰林供奉，成為宮廷詩人，開展李白人生最光輝的時期，但兩年後李白即因被中傷和排擠而請辭，繼續踏上他的旅程。安史之亂時，永王李璘起兵奪權，李白應召入伍，事後被牽連獲罪下獄，流放夜郎，途中遇赦而還，六十二歲時過世。
李白的詩存世約有1000首，詩風飄逸奔放，想像大膽，富於獨創性，充滿浪漫主義情調，於絕句與樂府歌行體成就尤大，代表作有《靜夜思》、《將進酒》、《蜀道難》、《行路難》、《早發白帝城》、《登金陵鳳凰臺》、《黃鶴樓送孟浩然之廣陵》等。李白自認有棟樑之才，既有經世濟民的志願，也懷有出世隱居的願望。宗教方面，李白篤信道教，熱切嚮往神仙不死，曾受道籙與煉丹，而且於佛教知識亦能純熟掌握。李白是最知名的中國詩人，對後世有巨大影響，與杜甫一起自九世紀初就被認定是盛唐最偉大的詩人，深受歷代評論家讚賞，馳譽中國域外，在文學史上地位崇高。

## 家世
李白家世有多種記載。《舊唐書》稱其為山東人，其父親曾為任城尉，因此家居山東任城（今中華人民共和國山東省濟南市任城區），李白在此出生，在徂徠山附近長大。杜甫與元稹皆曾稱李白為山東人。宋朝錢易也認為李白是山東人。
《新唐書》稱他是李暠九世孫，為隴西成紀（今中華人民共和國甘肅省天水市秦安县）李氏家族。其家族遷居西域，在武后神龍年間回到四川巴西。李白在此長大，曾隱居岷山。其族叔李陽冰，稱他們家族為李暠之後，因罪遷居條支，之後在神龍年間返居四川。魏颢稱李白家族源出隴西，生於四川，家在綿州。范傳正在817年為李白所做墓碑，稱其父親名為李客，家族居於碎葉，在神龍年間返回四川廣漢（今中華人民共和國四川省廣漢市）。
根據李白自稱青蓮居士，明代楊慎認為他生於四川彰明縣青蓮鄉。清代《四川通志》根據《彰明逸事》記載，有李白生於四川綿州清廉鄉（今中華人民共和國四川省江油縣青蓮鎮）的說法。
據日本學者松浦友久考證，李白曾自稱出生於巴蜀:22，是隴西人，以李廣為遠祖。而隴西李氏是唐朝幾個最著名的大姓之一。李陽冰指李家是西涼國主李暠的後人:47-48、31，原本歷代為官，不幸獲罪而導致全家被放逐到西域，於706年（神龍元年）遷居蜀地，而李白出生於綿州:24、6、3。郭沫若認為李白是生於碎葉（於今吉尔吉斯斯坦楚河州）的漢人:6:24；李長之認為李白祖先是居於中亞的華僑:8。陳寅恪認為李白一家是西域胡人，李白五歲時從西域遷居蜀地，改姓李，其父親被人稱為「胡客」，因而名為「李客」:313。岡村繁認為李白是塞外出生的蒙古系異族人，祖先是定居在碎葉的異族，至李白父親因爭訟敗訴，而偷偷逃離移居蜀地。由於李白是不具戶籍的流民子弟，因此無法考科舉:156-157。松浦友久同樣認為李白是異族，生於西域，一家在李白五歲左右從西域移居蜀地；李白家庭原本在西域經商:2、41，父親沒有中國名，而以「客」為稱呼；又因李白是異族，故沒有資格參加科舉考試:3、5。宇文所安懷疑李白有波斯或突厥的血統，父親很可能是商人:133。
吉爾吉斯文化信息部部长拉耶夫於2018年向中國記者說明，李白出生地在吉爾吉斯托克莫克（Tokmok）。2010年，吉爾吉斯驻中国大使馆商务参赞朱萨耶夫·古邦访问中國湖北省安陸縣，也稱李白出生在吉爾吉斯。
中國學者羅香林、韓維祿等人，認為李白可能為李建成的長子李承宗的後代，因為玄武門之變，其家族逃往西域。學者李從軍與何樹瀛主張，李白出身李唐宗室，在唐中宗時代，因為政爭而逃往西域。學者曹方林認為，李白為李勣後代，因為李敬業作亂，其家族逃往西域。
施逢雨認為李白出自四川綿州一個普通的家庭，而出於隴西李氏和謫居西域之說都是李白本人杜撰的:58、51、56。

## 生平

### 早年
李白在四川成長，自小閱讀百家之書，喜愛劍術，與道士交往，曾與號稱「東嚴子」的隱士一同隱居山中，又曾遊歷峨眉山:62。 他愛好武藝:70，年輕時有任俠格鬥之事，自稱曾親手殺人:151，輕財好施:163，與任俠之徒結交:71。721年（開元九年），李白往遊益州，在路中拜謁益州長史蘇頲，獲稱讚「天才英麗，下筆不休」，若好好充實，日後可與司馬相如媲美:62。

### 壯年
約在724年（開元十二年）秋天，李白為了遊歷四方與追求更好前途，離蜀沿江東遊，到過今湖北、湖南等地:64，在襄陽認識了孟浩然:137。約在翌年夏天，李白沿江來到金陵、揚州，待了兩年，之後可能因盤纏用盡，溯江西歸準備回家。727年（開元十五年）李白到達鄂州後不久，在安州與許氏結婚:65、67，成為贅婿:189。許家出自前宰相許圉師，李白有了許家的資助，便在安州住下來:68，想仰賴許氏的門第和名聲，等待出頭的時機:23。婚後不久，李白曾到潁陽探訪好友元丹丘，又曾在安州一帶的山區隱居過。李白不只一次干謁（自薦求職）安州的官員，希望得到薦拔，但未能如願:68。731年（開元十九年）十一月，唐玄宗到達洛陽，李白大約在同時也到洛陽找機會，常在酒肆裏飲酒作樂，結交豪傑。翌年十月唐玄宗離開洛陽，不久李白也從洛陽到潁陽探訪元丹丘，然後到隨州拜訪著名道士胡紫陽，再回到安州:71-73。
734年（開元22年），李白遊歷襄陽，干謁襄州刺史韓朝宗，希望得到韓朝宗的薦拔，但沒有成果:77-78。據說李白在謁見韓朝宗時，稍有不敬，有所冒犯，遂以「醉酒失態」為借口:137。735年（開元二十三年），李白與好友元演前往并州，得到元演父親太原府尹殷勤款待，樂不思蜀，翌年才經過洛陽回到安州的家。737年（開元二十五年），也許因為妻子許氏離世，李白與兒女遷到元丹丘所在的南陽，同年末李白西行到長安，向朝廷呈獻辭賦自薦，但得不到任用，之後到終南山隱居。738年（開元二十六年）秋，李白曾在玉真公主於終南山的別館做門客，但得到冷淡待遇:80、83。翌年夏天，李白從長安到邠州與坊州遊歷，之後又回到終南山。740年（開元二十八年），李白離開長安前往山東地區，學習劍術，到達兗州，與名士孔巢父等五人交遊，一同隱居於兗州東北的徂徠山（今山東泰安縣東南:207），時人稱呼六人為「竹溪六逸」:95、97。他們每日放歌酣飲，超脫世俗:207。翌年李白離開兗州，到杭州一帶遊歷:99。 

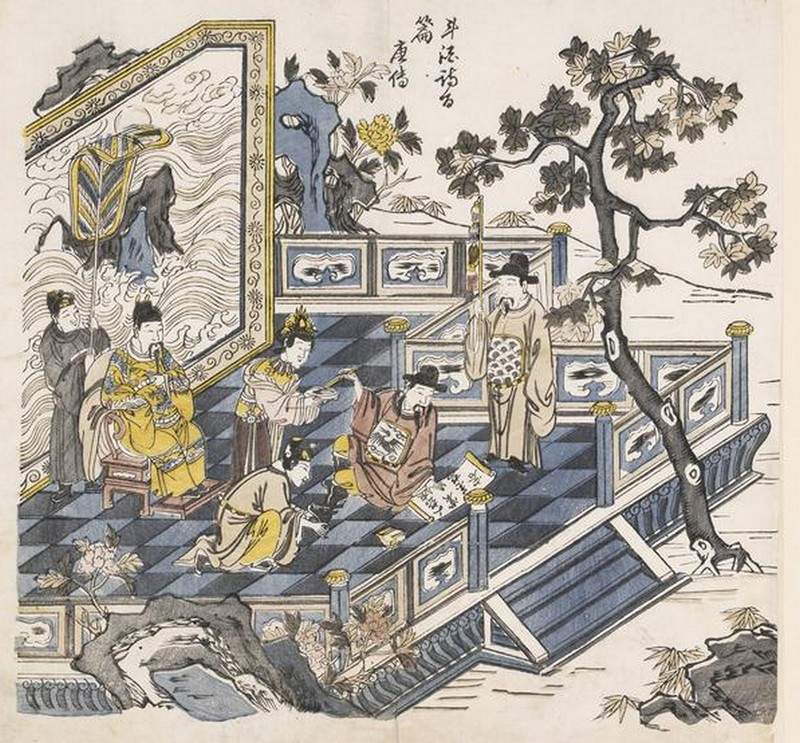
力士脫靴，貴妃研墨，清代17世紀時作

742年（天寶元年）秋，李白因身為高士而名動京師（一說受當時獲召赴長安的道士吳筠:216，以及玉真公主的推薦:33），受唐玄宗徵召:183，當時李白極度喜悅，「仰天大笑」而前往長安:222，在老子廟與祕書監賀知章見面:107。賀知章讀過李白《蜀道難》、《烏栖曲》、《烏夜啼》等詩，說「此詩可以泣鬼神矣」:175，並稱讚李白為「謫仙人」:225，一同到酒家飲酒作樂:107。因為賀知章的激賞，李白名字傳到唐玄宗那裏，受破格提拔:141。李白呈獻辭賦《宣唐鴻猷》:102，深得玄宗賞識，曾獲皇帝親自調羮嘗味:224，擔任翰林供奉:103，成為宮廷詩人:163，侍奉御筵，陪唐玄宗遊幸溫泉宮，為皇帝和嬪妃寫作讚頌的詩篇，偶爾參與起草詔命。這是李白一生中最光輝燦爛:102-103、最得意的日子:216。他清晨時入宮謁見皇帝，留在宮中待詔供奉，日落時便騎御馬回家，與賓客共享佳餚醇酒與美妓:105；又常與酒徒在酒家飲醉:260，杜甫說李白曾「天子呼來不上船，自稱臣是酒中仙」:247。據說一次李白在貴族家飲酒時，被召入宮起草詔書，半醉來到宮中，揮筆制誥，不草而成:139。743年（天寶二年）秋開始，李白受到讒言中傷，漸漸失去唐玄宗的恩寵:106。據說李白曾乘醉請宦官高力士為他脫靴，冒犯了高力士，被他非難排斥。高力士向楊貴妃中傷李白，指出李白曾用自殺而死的趙飛燕比喻她，李白因而也受楊貴妃排斥:257-259。744年（天寶三年）三月，李白向唐玄宗請辭「還山」，離開長安:156。
李白從此開始了在「山東」各地漫遊十年的生涯。同年李白在齊州的老子廟，從道士高如貴處受了道籙。秋天時，李白在汴州、宋州一帶與杜甫、高適等人交遊（一說李白與杜甫初會於洛陽:31），當時杜甫和高適二人尚默默無聞。他們一同遊覽汴州、宋州當地的名勝古蹟:108-109，暢談痛飲:34，到秋天末，高適向東南行前往楚地，李、杜二人也離開汴州、宋州，翌年到了東魯（兗州），二人一起旅遊和造訪隱士，生活頗為愜意。二人在秋天分手，自此沒有再見面，杜甫終生都懷念李白的詩才與豪氣:111-113。李白在兗州一度病倒，746年（天寶五年）秋，李白前往江東遊歷，先後會合元丹丘和孔巢父，三人並與著名道士吳筠交遊。李白在江南待至749年（天寶八年）夏天，期間與前宰相宗楚客的後人宗氏結婚:114、117-118。之後李白帶同妻子遊歷過廬江郡、廬山與荊州。約在750年（天寶九年），李白在娘家宗氏所在的汴州住下來。約752年（天寶十一年）初，李白遠遊幽州，有意在軍中謀個職位。幽州充滿矯健強悍之士，李白所自負的一些騎射之術在這裏無人在意，同年冬失望地離開幽州:117、119-120。李白先回到汴州，不久後前往江南，753年（天寶十二年）先後到達宣州和金陵。翌年春天，王屋山隱士魏顥因仰慕李白千里迢迢南來，終於在揚州找到李白，到夏天二人分手時，李白把身邊手稿託付給魏顥，請魏顥為他編集。之後李白回到宣州:124-125。

### 晚年
755年（天寶十四年），李白回到汴州探望妻子，同年十一月，安史之亂爆發，李白夫妻二人一同南奔:128（一說李白沒有到汴州，自安史之亂起一直留在南方:93），756年（天寶十五年）春天到了宣城，到冬天李白夫妻到了廬山定居。同年末，永王李璘率水軍由江陵沿江東下，李白應聘加入永王幕下。其後李璘軍隊很快就受挫於忠於唐肅宗的部隊，部眾紛紛離散。翌年初永王徹底失敗，李白亦倉惶逃走，在彭澤自首，接著被拘禁於尋陽獄中:130、132。李白向時任淮南節度使的故友高適求救，但得不到援手。同年秋天，御史中丞宋若思率兵路經尋陽，因其父親宋之悌與李白有交情，釋放了李白:46-47，並留李白為其僚屬，但李白只追隨宋若思西至武昌:132，然後到宿松的山中養病:232。758年（至德三年）初，李白接到判決，要流放夜郎:134，刑期三年:382。他沿江前往流放地，得妻子宗氏與小舅宗璟相送一程。流放行程並不緊迫，途中李白與地方官員交遊應酬，翌年二、三月時，李白過了瞿塘峽不久就遇赦獲釋:134-135，立即順流東下，經過江陵、江夏，到岳州和永州旅行。760年（上元元年），李白到豫章家中住下來。761年（上元二年），李光弼奉命駐守泗州，李白試圖前去投効於李光弼軍中，但半途因病而回，他前往宣城尋求當塗縣令李陽冰的照顧。762年（寶應元年）末，李白病死於當塗:139-140、143，葬在當塗縣采石龍山的東麓，後又改葬青山之南:218。
唐代宗即位之初，曾封李白為左拾遺，但詔書送達時李白已去世:3。李白一生個性熱烈，豪邁不羈，悟性超凡，詩才天縱:148，具有飄逸不群的高士風骨:3，足跡踏遍了大半個中國:1。過世後，李陽冰把李白交給他的詩文編成《草堂集》10卷:143。

## 文學

### 詩歌

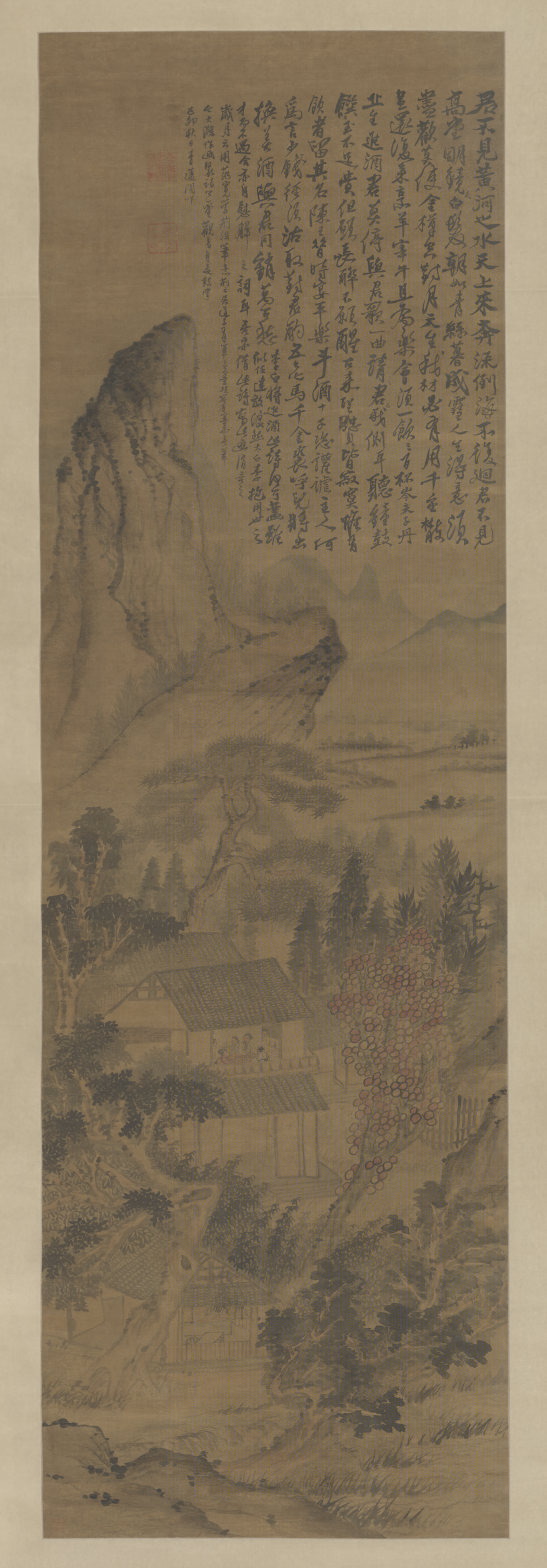
清代石濤繪李白《將進酒》詩意圖

李白詩現存約有1,000首:158，成就足以傲視千古:323，詩風飄逸奔放:14，流暢簡樸:159，如雲飛水逝:210，別具韻味，性格鮮明:29、246，想像大膽:79，措詞誇張:5，感情充沛，富於獨創性，充滿浪漫主義情調，帶有超世拔脫的狂放色彩:66、70，表現開朗豁達的樂觀精神:86，取材極廣:2，行旅、離別、飲酒、月光等，都是李白詩的代表性題材。其在世時許多作品就廣為人知:128、49，詩名遍布天下:63。在各種詩體中，李白以絕句及古體詩（特別是歌行體）最出色:212，善寫樂府歌行體作品，即雜言體詩歌，如《蜀道難》、《將進酒》、《遠別離》、《行路難》、《梁甫吟》等，句式明顯受楚辭和樂府詩影響:103、122、126，在五、七言詩鼎盛的時代復興了雜言詩這種體裁。李白創新變化之處，在於廣泛利用古往今來各種詩歌句式，加上獨出機杼的剪裁和安排，把詩句變化推到無以復加的地步；句子長短變化有時與情意的強弱、結構的鬆緊、節奏的快慢密切配合:135、132-133。李白承繼陳子昂詩歌復古的精神，反對六朝「綺麗」的詩風:143-144，反對雕飾:58，自命要復興雄壯剛健而雋永的詩風:223，繼承詩經、楚辭與建安風骨的傳統精神:73。李白也是唐代樂府詩最突出的作者，所作樂府詩約有240首，古典色彩強烈:246、250、257，喜歡用古樂府舊題來寫自己的新詩:258，如名作《子夜吳歌》，其原作即為南朝時的民謠:134。
李白絕句現存159首，成就甚高:288、245，給人出神入化之感。傳統上將李白與王昌齡並列為唐代絕句創作的最高峰:245、224。李白擅長純樸自然的漢魏體古詩，而拙於刻鏤密麗的律詩，其律詩成就不高:136、237。基於儒家的復古理念，李白也較為輕視律詩:159，「不屑束縛於格律對偶」:54。在各種詩體中，李白七律數量最少，現存只有十多首，五律則有70多首:232。李白最敬慕的詩人是謝朓，對謝朓深有共鳴與認同感，李白詩句如「解道澄江淨如練，令人長憶謝玄暉」、「漢水舊如練，霜江夜清澄」，都直接引用或借鑑自謝朓「澄江淨如練」:27、40、38。李白早期在蜀中所作的詩歌，頗近六朝風格，常使用對偶句，辭藻艷麗，但較輕浮淺薄。自寓居襄陽，結交孟浩然後:168、170、178，對他深深敬慕，受其啟發:36、39，詩風為之一變，變得清新奔放，生機盎然:177-178。

#### 抒情詩
李白鍾情於月與酒，詠歌月與酒的名作頗多:327，往往把月光人格化:52。《把酒問明月》：「今人不見古時月，今月曾經照古人。古人今人若流水，共看明月皆如此。」詩人悲嘆生命像流水般逝去，人世無常，表達孤獨憂愁之感:329。《將進酒》寫詩人與知己對酌，詩句節奏輕快，浪漫誇張，「君不見黃河之水天上來，奔流到海不復回」，「人生得意須盡歡，莫使金樽空對月」，詩人勸友人趕緊喝酒，切不要停杯:106-107，抒發了落拓失意後的痛飲狂歌:241。《月下獨酌》其一描繪詩人獨飲的醉態，「舉杯邀明月，對影成三人」，在獨酌的寂寞中向身影舉杯，於短暫的春天及時尋樂，「我歌月徘徊，我舞影零亂」，詩歌吟詠超脫世俗之情，和自然融為一體:111-113，有風流灑脫的韻味:158。《聞王昌齡左遷龍標遙有此寄》表達對被貶之王昌齡的同情與安慰:307：「楊花落盡子規啼，聞道龍標過五溪。我寄愁心與明月，隨風直到夜郎西。」首句淒涼寂寞:271、273，寫飄零之感與離別之恨，融情入景；後二句設想新穎而情意悠遠，寫出李白對王昌齡友情的深摯:315-316。
李白詩常感嘆天才受輕視、政治追求受挫折，格外出色與動人心弦。李白的反應是自我安慰、自我肯定，或是控訴世間不公、賢才受抑，或是轉求及時行樂及隱居避世。其《襄陽歌》抒發懷才不過之情，詩歌先寫無憂無慮的享樂生活，然後以李斯與羊祜的典故，表現一切終歸虛無，即使偉大功業亦然，透露出詩人深以政治生涯為念:6-7。《行路難》其一受鮑照《擬行路難》其六影響，抒寫政治失意、抑鬱迷惘之感，接著以黃河與太行山的冰雪象徵地點出其願望受挫:10-11，最後以終將成功發達、揚眉吐氣自勉。《梁甫吟》則是李白懷才不過詩中篇幅最長、詞采華茂、意象繁富多變的作品:13-14、17，抒發不見知於人君的牢騷，也發洩了為世所輕的憤慨，洋洋灑灑，元氣淋漓。《臨終歌》充滿狂放自賞、不可一世的氣概，也流露英雄日暮的悲哀:23、26、36。
李白《山中問答》抒寫山林中生活的自在閒適：「問余何事棲碧山，笑而不答心自閑。桃花流水窅然去，別有天地非人間。」詩歌吟詠大自然事物與時運行、寧靜自得的美好景象:74-75。棲山的真意非語言所能清楚表達，只有在大自然中實際去體會觀察才能知道:35。《贈汪倫》是贈予善良親切村民的即興詩：「李白乘舟將欲行，忽聞岸上踏歌聲。桃花漂水深千尺，不及汪倫送我情。」村民樸素的好意，深深打動了李白:173-174。《贈孟浩然》：
|  | 吾愛孟夫子，風流天下聞。紅顏棄軒冕，白首臥松雲。醉月頻中聖，迷花不事君。高山安可仰，徒此揖清芬。 |

詩歌寫孟浩然風雅之心遠近天下知名，放棄官位，在大自然中怡然自樂；詩人對其高潔品格獻上深深敬意:174-175。《秋浦歌》其十五：「白髮三千丈，緣愁似箇長。不知明鏡裏，何處得秋霜？」白髮而說「三千丈」，語氣誇大至匪夷所思，特有李白那種浪漫得有點荒誕的味道:306。
李白閨怨詩描繪了豐富多彩的女性形象:115。《玉階怨》：「玉階生白露，夜久侵羅襪。卻下水晶簾，玲瓏望秋月。」詩歌寫得玲瓏剔透，模擬謝朓的《玉階怨》:39，以晶瑩皎潔、寒冷的意境:288，細緻地暗示女子的孤寂淒涼，烘托出其幽怨，情致豐富幽微:295。《怨情》寫美人捲起珠簾，靜坐房間深處，緊皺雙眉陷入沉思，「不知心恨誰」。《長干行》描寫妻子思念和等待外出經商的丈夫:53、66，表現了女性纖細柔美的感情，希望與遠行的丈夫永遠相依相伴:290、294，詩句並以蝴蝶一雙一對反襯女子的孤單，風格樸素純真:296-297。

#### 寫景詩

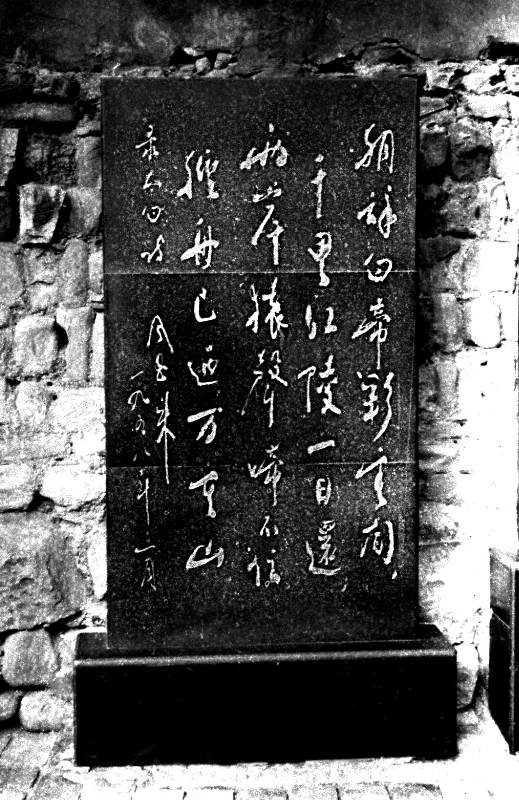
白帝城周恩来銅匾，書《早發白帝城》

李白詩有天才的想象與飛揚的氣勢:289，所寫景象大多雄大壯闊:72，其山水詩擅長抒寫跳脫多變的印象或想像，而較少作循規蹈矩的景觀描摹:101，代表作有《望廬山瀑布》其二：「日照香爐生紫煙，遙看瀑布挂前川。飛流直下三千尺，疑是銀河落九天。」詩歌生動熱情地描繪瀑布，動人心弦，運用誇張與比喻手法，描繪中有讚嘆之意:81-83，構思新穎，雄偉壯麗:73。《早發白帝城》作於被流放夜郎，途中遇赦時:103：「朝辭白帝彩雲間，千里江陵一日還。兩岸猿聲啼不住，輕舟已過萬重山。」詩句節奏快速:44-45，以「千里」 與「一日」的對照描寫船速；船行江面而猿啼不住，可見河面之狹窄，並啼聲之宏亮，末句有豁然解脫，鬆一口氣的效果:47。《獨坐敬亭山》：「眾鳥高飛盡，孤雲獨去閒。相看兩不厭，只有敬亭山。」詩歌寫鳥飛雲去，運用擬人手法，由其他事物之不耐久映襯出敬亭山的情意不盡:289-290，詩人與自然融為一體:69。
李白屢抒發對明月的讚頌，月亮乃皎潔光明的象徵:36；李白詠江河的詩篇則表現了對故土的思念:360。《靜夜思》：「床前看月光，疑是地上霜。舉頭望山月，低頭思故鄉:132。」詩人想起時光飛快輪轉，離家已久:161，由望月而思鄉，手法自然:55。《登金陵鳳凰臺》：
|  | 鳳凰臺上鳳凰遊，鳳去臺空江自流。吳宮花草埋幽徑，晉代衣冠成古丘。三山半落青天外，一水中分白鷺洲。總為浮雲能蔽日，長安不見使人愁:322-323。 |

詩歌模倣崔顥《黃鶴樓》並與之競爭:3，南朝時王公貴族出入往來的鳳凰臺，如今全然一片荒蕪:323，留下興衰成敗的遺跡:85。詩末暗含對時局的憂慮，也表達了故國長安之思:9。《清平調》三首乃採用新曲而填寫的歌詞，其一：「雲想衣裳花想容，春風拂檻露華濃。若非群玉山頭見，會向瑤臺月下逢。」歌詞輕妙而精巧婉麗:237，描寫唐玄宗與寵妃在沉香亭旁賞花:298，集中表現楊貴妃的美貌:56。

#### 離別詩
李白是唐代離別詩最優秀的作者之一:18，所作離別詩計有160首之多:49-50。當中最著名的是《送友人》：
|  | 青山橫北郭，白水繞東城。此地一為別，孤蓬萬里征。淨雲遊子意，落日故人情。揮手自茲去，蕭蕭班馬鳴。 |

詩人運用孤蓬、浮雲、落日、班馬這些構成離別之歌的傳統意象，構成形象化的畫面:53，烘托出送別友人時的悲愴心情:20。古詩《宣州謝朓樓餞別校書叔雲》以離別為契機，誘發作者昂揚的感情，開頭「棄我去者昨日之日不可留，亂我心者今日之日多煩憂」:55，表達對人生無常與無望的感慨哀傷:209，與結尾「抽刀斷水水更流，舉杯澆愁愁更愁。人生在世不稱意，明朝散髮弄扁舟」相呼應，流水悠悠無盡，成為離別之情與憂愁的象徵:55、65，詩人寧可我行我素，駕起扁舟投身於自由的天地:33。《蜀道難》乃李白在長安送友人入蜀而作，詩歌以繁複多變的意象描寫蜀道景觀，配合使用句子長短不拘的雜言體，詩歌充滿雄奇動蕩、波瀾壯闊的效果:94、97；詩人並以蜀道之難，象徵人生世途的險惡:59。《黃鶴樓送孟浩然之廣陵》：「故人西辭黃鶴樓，煙花三月下揚州。孤帆遠影碧山盡，唯見長江天際流。」詩歌以長江流水象徵遠別:25、27，行者孤帆遠逝而送者依依不捨，寫出眷戀惆悵之情:272、寂寥之感:244。
在一些離別詩中，李白創造出栩栩如生、充滿神仙境界之光彩與玄秘的山景來，如《鳴皋歌送岑徵君》、《夢遊天姥吟留別》:257-258。《夢遊天姥吟留別》是李白離開東魯前往江東時贈別所作:99，沿襲楚辭的傳統:166，描寫天姥山宏偉瑰麗的山水景色:69，與驚心動魄的神仙境界，詩末抒發美夢易空的感嘆，認為卑躬屈膝追逐名利，不如無拘無束四處遨遊：「安能摧眉折腰事權貴，使我不得開心顏:163。」《送友人入蜀》詩句「山從人面起，雲傍馬頭生」，描寫蜀道山勢陡峭，人馬在雲霧中爬行:78。

#### 遊仙詩

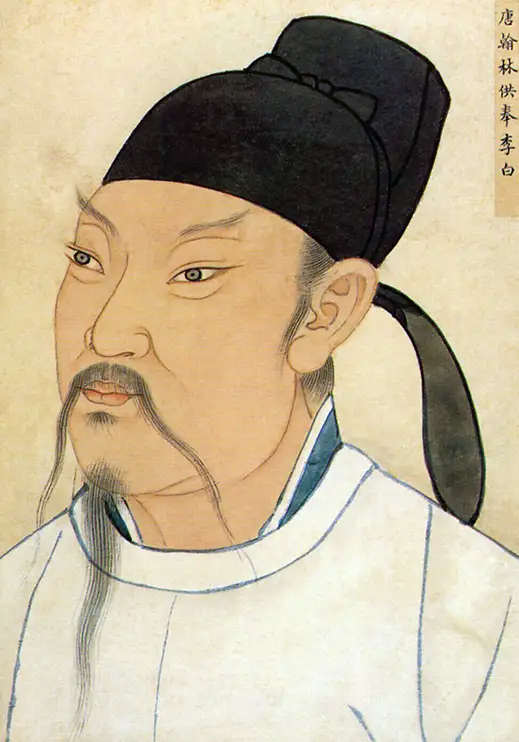
清代南薰殿藏李白畫像

李白遊仙詩描述詩人與眾仙遊走的盛大場面，攝人心魄，才情詩筆超凡絕俗:703，著重描寫仙遊的樂趣，在遐想中拋開凡人的煩惱與限制，飄然暢遊天外絢麗奇異之地，享用珍饈美味:58、60。李白詩充滿各種神仙故事，如東海蓬萊、方丈、瀛洲三仙山，西王母宴請周穆王、降訪漢武帝的傳說，其他仙人如赤松子、安期生、麻姑的異事，其神仙故事出自《史記》、《博物志》、《神仙傳》、《抱朴子》、《漢武帝內傳》等書:251。遊仙詩《古風》其四引用了道經《靈寶五符》中吳王闔閭的故事:215；《古風》其四十一寫詩人飄然暢遊天外許多絢麗奇異的地方，享用人世難求的美味，希望永遠願揚天外，不願回人間的故鄉。《擬古》其十用了麻姑和《桃花源記》的典故，所夢想的不是飛昇出世，而是就地成仙，獲昆崙山仙人的賜贈，在世上享受神仙的樂趣:253-254。《至陵陽山登天柱石酬韓侍御見招隱黃山》宣稱詩人將拋棄凡人的形態，離開塵世，進入「無窮」之境:9-10。
《遊泰山》六首的意象與場景鋪排均有濃厚的上清派修練存思的色彩:686，極盡幻想力馳騁之能事:27。《遊泰山》其一技巧卓然，想像新穎:213；《遊泰山》其三寫詩人獲青童君顯聖，由此悲嘆自己學仙太晚，為自己「凋朱顏」而慚愧:215。《遊泰山》其四先述詩人在泰山上修齋寫經，唸誦《上清大洞真經》經文而進入存思所預期的仙界，得以「眾神護我形」:686-687。《古風》其五寫詩人得遇太白山上穴居的真人，獲授煉丹秘訣，立志「吾將營丹砂，永與世人別」:158-159，詩人將不再與下界凡人為伍，與上界真人共享天堂之樂:43。《天台曉望》寫大鵬奮飛翱翔，尋找蓬萊山，意欲長居此不死神山中:355。李白遊仙詩其中一類是寫由對人生世事的感慨而產生成仙的企盼，如《古風》其二十八。施逢雨指出李白遊仙詩有時與現世的關懷缺乏密切關聯，難得有深刻動人的藝術效果:62、67。

### 辭賦
李白年輕時撰有《大鵬遇希有鳥賦》，中年時改訂為《大鵬賦》:74。大鵬典故出自《莊子·逍遙遊》，李白以大鵬鳥自比，懷有一份天才的恣縱與自信:253-254；希有鳥則是道士司馬承禎的化身:355。《大鵬賦》寫北海大魚化作鳥後，張開巨大翅膀，在海水中沖洗羽毛，在晨早陽光下把羽毛曬乾，一飛起來:253，激起地上的塵暴，河流衝擊並摧崩河岸:81，整個宇宙都被它震動。這頭大鳥世上沒有同類，想找搏鬥的對手也沒有。後來它終於有一頭「希有之鳥」為朋友，兩雙大鳥一同飛上高天；小鳥「斥鴳」不明白它們為什麼要飛到那麼高那麼遠:253-254，寓意偉大者超出了凡人的欣賞和理解能力:95。李白入京時，《大鵬賦》已廣為流傳，「家藏一本」:349。李白作有《劍閣賦》，其小序是「送友人王炎入蜀」，辭賦集中描寫王炎道路的艱難，以及二人分別時的悲傷:127。李白擔任翰林供奉時，向皇帝獻上《明堂賦》:235、《大獵賦》，後者描寫皇家狩獵活動:105。

### 駢文
《為宋中丞祭九江文》是李白為幕主宋若思率兵安全渡過長江，祈禱江神而作；《為宋中丞請都金陵表》則是李白為宋若思向朝廷建議遷都金陵所寫，兩篇駢文都格調厚重，極盡委曲，風韻洋溢:378。

## 政治抱負

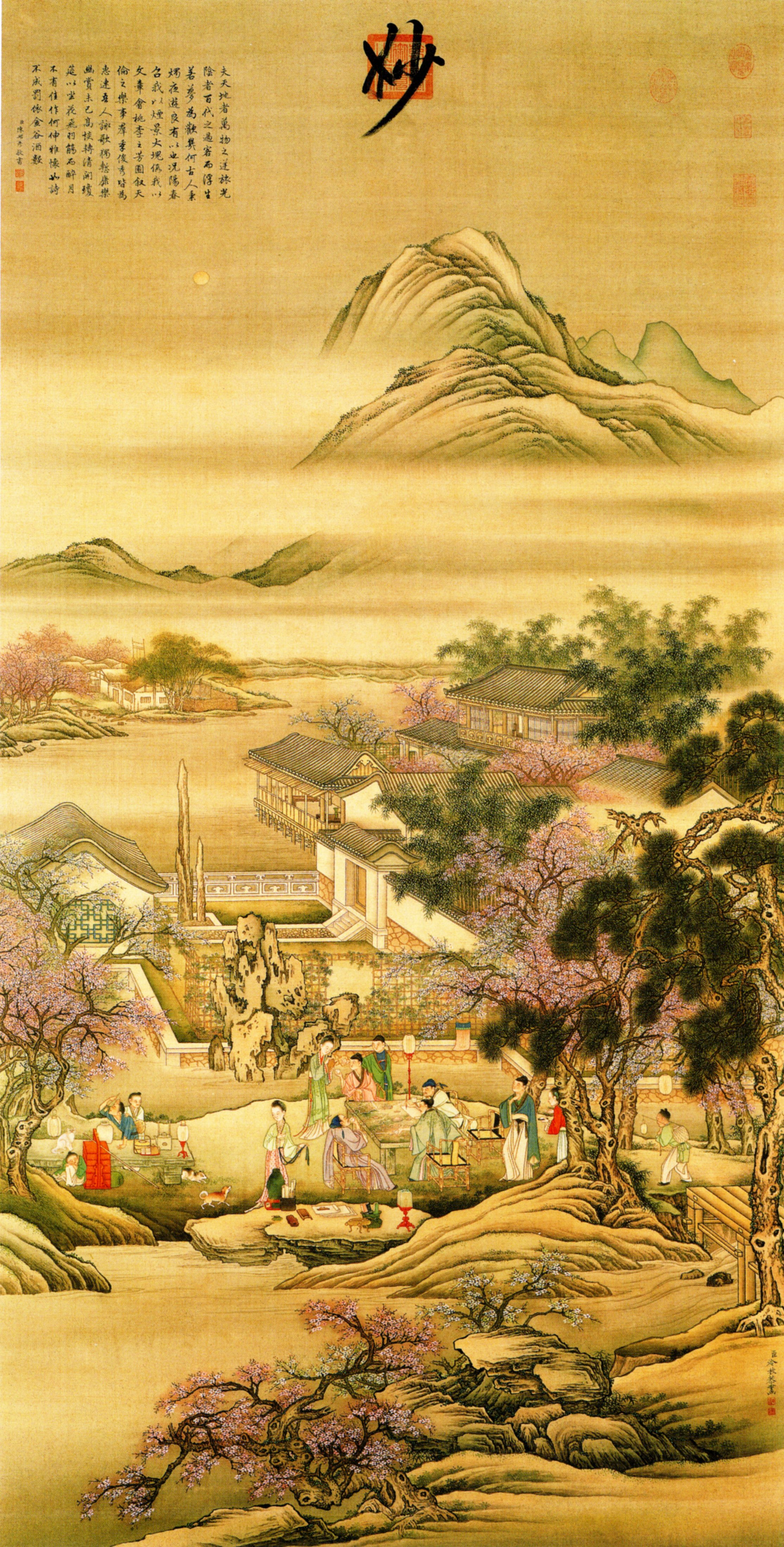
《春夜宴桃李園圖》，取材於李白《春夜宴桃李園序》， 清代畫家冷枚繪

李白既有經世濟民的志願，也懷有出世成仙的願望:184，一生大部份時間都花在追求政治成就上:145。李白相信自己有棟樑之才:3，自認有超乎常人的資質與能力，「文可以變風俗，學可以究天人」，可以平步青雲，颷然而成為救世者:153。他終身仰慕魯仲連、呂尚、諸葛亮、謝安、商山四皓等歷史人物，當中尤其景仰魯仲連和謝安，幻想自己就是他們一類的英雄豪傑。李白聲稱自己有魯仲連的辯才和英雄本色，但欠了運氣。他又把自己隱微時的生活與謝安隱居東山相比附，期待像謝安那樣迅速位居要津，拯救蒼生:147-149。投奔到永王李璘幕下時，李白想倣效謝安運籌帷幄，談笑用兵，從容不迫地指揮，以平定安祿山叛亂:354。李白非常心儀像謝安、魯仲連、姜太公那樣由布衣直達卿相，又能談笑用兵，在瞬息間成就大業。他終生熱烈夢想要得到朝廷賞識和重用，以實現濟世救民的大志:3，做著布衣卿相的夢，渴望名成利就:152。為此他隱逸養名、干謁官吏、向朝廷獻賦自薦:3，也曾到幽州尋找以軍功從政的機會:180。但事與願違，他大半生時間只能在感嘆英雄淪落、天才沉寂的情況下度過:3。李白對自己的文才特別自豪，多次以文才謀求仕進，干謁地方官員，以文學著作等自求結交於達官貴人，但文才對嚴峻的政治生涯也無大用，終其一生，李白文才最大的政治功用，只是讓他在唐玄宗身邊幹一陣的文學侍從:145、165、155。
李白把儒家的救世願望與隱士意識的出山入朝浪漫地結合在一起，熱烈地企求實現。他自認有義務且有能力成為濟度蒼生的救世者，期待能身居政府要職；同時要當一個不受權位與聲名羈絆的高士，因此希望能忽然成就大業，然後英雄式地從官場退隱。隱居山林可說是出仕濟民的準備階段:149-150、152，遊仙是「養賢」的途徑，應該成為培養國家人才之所:174。李白對政治夢想認真而熱切，對功名的渴求，有時使他忘卻或否定隱居生活的意義；有時政治上挫折感又會使李白安慰自己功名富貴是短暫的，不如安於自由的的隱居生活，或及時及樂一番:160、162。李白不曾參加過科舉，無意像一般士人透過普通渠道慢慢往上爬，而是期待被直接舉薦為官，以顯得與眾不同。李白所述夢想充滿天才狂想:169-170、249；施逢雨指出，李白誤認自己有政治長才，實際上他欠缺處理政務的智慧，沒有什麼政治洞見:160、157-158；岡村繁認為李白對自己的政治才能有「幼稚自負的幻想」:423。

## 宗教

### 道教
李白篤信道教，自言「十五遊神仙」，「學道三十年」:30，對道教有深刻造詣:344。他失望於儒家政治世界，轉向追求隱逸和遊仙:115，受神仙的長生不死，以及神仙生活的縹渺絢麗所吸引。李白出蜀前已嚮往神仙世界:252、250，年輕時曾隱居於蜀地的岷山，修煉仙道:159，《訪戴天山道士不遇》一詩寫出不見道士的惆悵；《登峨眉山》描寫山中美景勝境，詩人興起飛昇遐舉的奇想:250。李白以曾修道的謫仙東方朔自喻:680，出遊時帶著滿囊的道經與仙藥:124，畢生與峨嵋道士元丹丘交情甚篤:105，年輕時在江陵見過道教一代宗師司馬承禎，受稱讚為有「仙風道骨」，寫下《大鵬遇希有鳥賦》以紀念此事。賦中把司馬承禎尊為《神異經》中的「希有鳥」，而把自己比為《莊子·逍遙遊》中的大鵬:156。李白曾到隨州拜訪道士胡紫陽:685，而胡紫陽乃司馬承禎弟子，精於上清經的存思冥想法:110，授予李白上清經教義:350。李白又訪尋司馬承禎女弟子嵩山女冠焦真靜:68，以對方為西王母，自己為東方朔，期望焦煉師能傳授仙術:681。李白妻子宗氏亦熱心求道:61，曾造訪過廬山屏風叠女道士、李林甫之女李騰空，不久李白亦到廬山屏風叠棲隱:345。
李白嚮往神仙出於一種天才的浪漫狂想，不計真偽成敗地追求不朽與永恒:205，其神仙信仰狂熱而不嚴肅，對成仙不死有極其熱情、認真的一面，但這份嚮往卻沒有發展成嚴肅、理智、一實的信仰:278-279。李白修道主要的努力，在於接受道籙和煉丹。他在齊州老子廟，從道士高如貴處領受道籙:262、109，取得類似六朝時三洞弟子的道階:211，其道籙乃道士最高等級的上清經籙:357，由道士蓋寰所造。他相信配戴道籙可以祛除災害，輔助自己:270，得到神靈的護衛，安然度過末世的災劫:30。李白又佩戴上清經中的「豁落七元符」，這道符用於漫步北斗七星:271，以獲得北斗七星的救助之力:27。李白煉製「還丹」與「金液」:273，曾在黃山煉丹，並遊說柳官迪和他一起煉丹。柏夷（Stephen Bokenkamp）推測李白有可能最後死於服丹:217、220、223。李白熟悉《黃庭內景經》、《度人經》等道經:212，修練上清經所授的存思之法:683、685，吟誦《大洞真經》，其經文教授存思身神護體之術:172。李白相信道教洞天福地的傳說:260，熟悉司馬承禎的洞天說，相信五嶽名山內皆有神仙所棲之洞天:347、357，曾在《夢遊天姥吟留別》描述洞天世界「青冥浩蕩不見底，日月照耀金銀臺」:260。

### 佛教
李白對佛教造詣深湛:192，能純熟掌握佛教思想:207。像唐代許多士人一樣，李白在佛寺歇足或度假，並大談佛理，頗樂得兼以謫仙與佛教居士的身份自詡。在《答湖州迦葉司馬問白是何人》一詩中，李白說自己是「金粟如來」的「後身」，而在唐代，金粟如來據信是維摩詰居士的前身:278、277，又是過去佛。李白把自己比作維摩詰居士，有如金粟如來的轉世:208、212。李白又自稱「青蓮居士」，而「青蓮」是佛教中常用純潔的象徵:277，在佛經中用來比喻佛陀的眼睛:180。現存李白作品約有50篇以佛教為主題，其中佳作有《廬山東林寺夜懷》:189、202，吟詠詩人在寺中靜坐冥想，進入靜寂之境，認識到自己真心與佛心的永恒:205-206。李白曾親身修禪:190，和許多僧人打交道:33，也受人所託，撰有佛教碑文和贊文。他有族姪為僧，曾作詩《登梅崗望金陵，贈族姪高座寺僧中孚》:184、175，讚揚僧中孚說佛清新明瞭，使人有如置身於天香靈氣，世事俗務全拋腦後。《廬山東林寺夜懷》則寫詩人在寂靜勝境中專心坐禪:177、182。

## 家庭
李白一生先後有四個妻子，最初於三十二歲左右與許氏結婚，許氏即前宰相許圉師孫女:98、111、100。婚後李白主要依靠妻方的接濟而維持家庭和追求功名:267。李白三十七、八歲時生了一女一男，男孩叫明月奴，女兒叫平陽。許氏出嫁之後不久就過世。李白其後一度與劉氏結合:98、107，直至李白上京出仕前二人分手:21，其後李白與東魯一個婦人結合，生下男孩頗黎。李白最後與宗氏結婚，即前宰相宗楚客的女兒:98、100。她和李白都信奉道教，夫妻志趣相投:32、37。李白在尋陽下獄之時，宗氏為之奔走呼號，令李白十分感動。宗氏或卒於李白流放夜郎途中之時:374、414。李白有二子：李伯禽（明月奴）和李天然（頗黎）:143:105。李白常離家浪跡四方，筧久美子認為他缺乏家庭責任感:169。

## 傳說
傳說李白母親生李白的那一夜，曾夢見太白金星來訪，於是給兒子命名「白」而字「太白」:34，世人傳說李白是太白星的化身:304-305。
李白孩童時曾逃學回家，看見老婆婆要把鐵棒磨成針，明白要有學習的毅力:221。
傳說李白曾於并州救助郭子儀，後來因永王李璘事獲罪時，得郭子儀代為求情:135-136。郭子儀為報答李白，以自己的官爵為交換條件拯救李白免於被誅，結果李白免於死刑，僅流放夜郎:375、380。
自宋代起，有傳說謂李白臨終前，在當塗長江采石磯醉酒泛舟，看見江水上的月影，俯身捉月而墮水淹死:300。台灣人認為，李白死後變成水神，為水仙尊王之一，航海時若遇風暴，只要向他祈禱，必有靈驗:180。

## 真蹟
李白傳世的墨跡，有藏於北京故宮博物院的《上陽臺》帖，帖文是「山高水長，物象萬千。非有老筆，清壯何窮？十八日上陽臺書。太白」:110。李白到王屋山陽臺觀，就觀中天地宮府壁畫而題寫此帖，「老筆」乃指司馬承禎的繪畫:349-350。李白尚有《嘲王歷陽不肯飲酒》帖傳世，全帖共50字，落款為李白。傅申指出，此帖「書風乾淨，有歐陽詢和褚遂良的骨架」，「用筆酣暢，縱橫自如」，應為753年（天寶十二年）李白與王歷陽飲酒時乘興所書。此帖經遣唐使攜帶到日本，2017年由香港李白詩詞書法研究會從日本藏家購得。

## 影響
李白是最知名的中國詩人:65，對後世有巨大影響:169。李白在求仙思想與詩歌創作兩方面影響了杜甫:166；任華的雜言詩深受李白影響:137。李白樂府詩不再模擬前人，發展了創作新方向，「六朝樂府之變」自此而起:124。金陵鳳凰臺因李白詩而名傳天下:129；李白亦塑造了黃山的神聖形象，黃山蓮花峰可能因李白《送溫處士歸黃山白鵝峰舊居》一詩而得名:208、206。中唐詩人陸暢模倣和改編《蜀道難》為《蜀道易》:125，其後方孝孺、郭沫若分別撰有《蜀道易有序》和《蜀道奇》，都有模倣李白《蜀道難》之處而反用其意:136、138。宋代禪僧挪用李白《醉後答丁十八》一詩的句子來寫偈語。孔尚任在黃鶴樓修建「擱筆亭」，以紀念李白在黃鶴樓擱筆的事件:102、189。余光中撰有新詩《戲李白》、《尋李白》、《念李白》:268。後世批評家多勸人學習杜甫而非李白，因李白詩難以模倣:130。李白是中國人以及外國人讀得最多的中國詩人:257，馳譽中國域外，是廣受日本、朝鮮，歐洲歡迎的世界性大詩人。在日本，李白不少作品自古以來傳誦不絕，膾炙人口，如《秋浦歌》、《子夜吳歌》、《靜夜思》等:149、148。最早廣為西方欣賞的中國詩人亦是李白:262。李白有很多受人喜愛廣為傳誦的作品:77，其中《靜夜思》最為人所熟悉，孩童均能朗朗上口:350，是世上最多人知道的詩:263。

## 評價
李白與杜甫一起受譽為中國歷史上最傑出最優秀的詩人:148:177。杜甫欣賞李白那種純真、豪放和不受約束的作風:252，讚頌李白「筆落驚風雨，詩成泣鬼神」:291，「白也詩無敵，飄然思不群」:91。殷璠指出李白的文章「率皆縱逸」，李陽冰評李白作品「多似天仙之辭」:29。到九世紀初，韓愈和白居易等已認定李白和杜甫是盛唐最偉大的詩人:141，韓愈為詩「李杜文章在，光焰萬丈長」:73，白居易說李白「曾有驚天動地文」:218，元稹評李白詩「壯浪縱恣，擺去拘束」:29，皮日休撰詩頌揚李白「惜哉千萬年，此俊不可得」:260。宋代嚴羽稱讚李白「大才豪逸，語多卒然而成者」:29，認為李白與杜甫不能強分優劣，「子美不能為太白之飃逸，太白不能為子美之沉鬱」:191。王安石則批評李白「其識污下，詩詞十句九句言婦人耳」:118。陳師道評李白詩「無首無尾，不主故常，非墨工槧人所可擬議」:29。朱熹讚揚「李太白詩非無法度，乃從容於法度之中，蓋聖於詩者也」:182。李白絕句特別受到推崇，明初高棅認為七絕方面李白所作為唐代最佳，與王昌齡並稱「正宗」:245。李攀龍說「太白五七言絕句，實唐三百年一人」，胡應麟評李白「絕句超然自得，冠古絕今」:210。王世貞讚賞李白詩的文辭與氣勢，但也批評其不耐咀嚼：「辭調超逸，驟如駭耳，索之易窮」:141。胡震亨說「擬古樂府，至太白幾無憾，以為樂府第一手矣」:249。
清代沈德潛特別欣賞李白七言古詩：
|  | 太白七言古想落天外，局自變生。大江無風，波浪自湧；白雲從空，隨風變滅。此殆天授，非人可及。 |

沈德潛指其詩中意念縱橫馳騁，出人意表，不可捉摸，表現方式亦變化莫測:105-106。乾隆帝評李白「言有盡而意無窮，味在酸鹹之外」:51。趙翼指出李白詩不受束縛：
|  | 詩之不可及處，在乎神識超邁，飄然而來，忽然而去，不屑屑於雕章琢句，……自有天馬行空，不可羈勒之勢。 |

方東樹也讚賞李白詩變化多端，非凡人夢想所能及，其妙處可與《莊子》媲美:136、105。在現代中國大陸李白通常獲「熱愛祖國和人民」的評語:29，高度評價為「偉大的積極浪漫主義詩人」，與杜甫並列:63。後世所謂李杜比較論，大致將李、杜並列的，有韓愈、嚴羽、乾隆帝等；稱杜甫優先的，有白居易、元稹、王安石、蘇軾等:240。於永王璘事件，自曾鞏以下，一些學者以李白被迫追隨李璘而為他辯解，洪亮吉則斥責李白為「失節」:211。

## 紀念

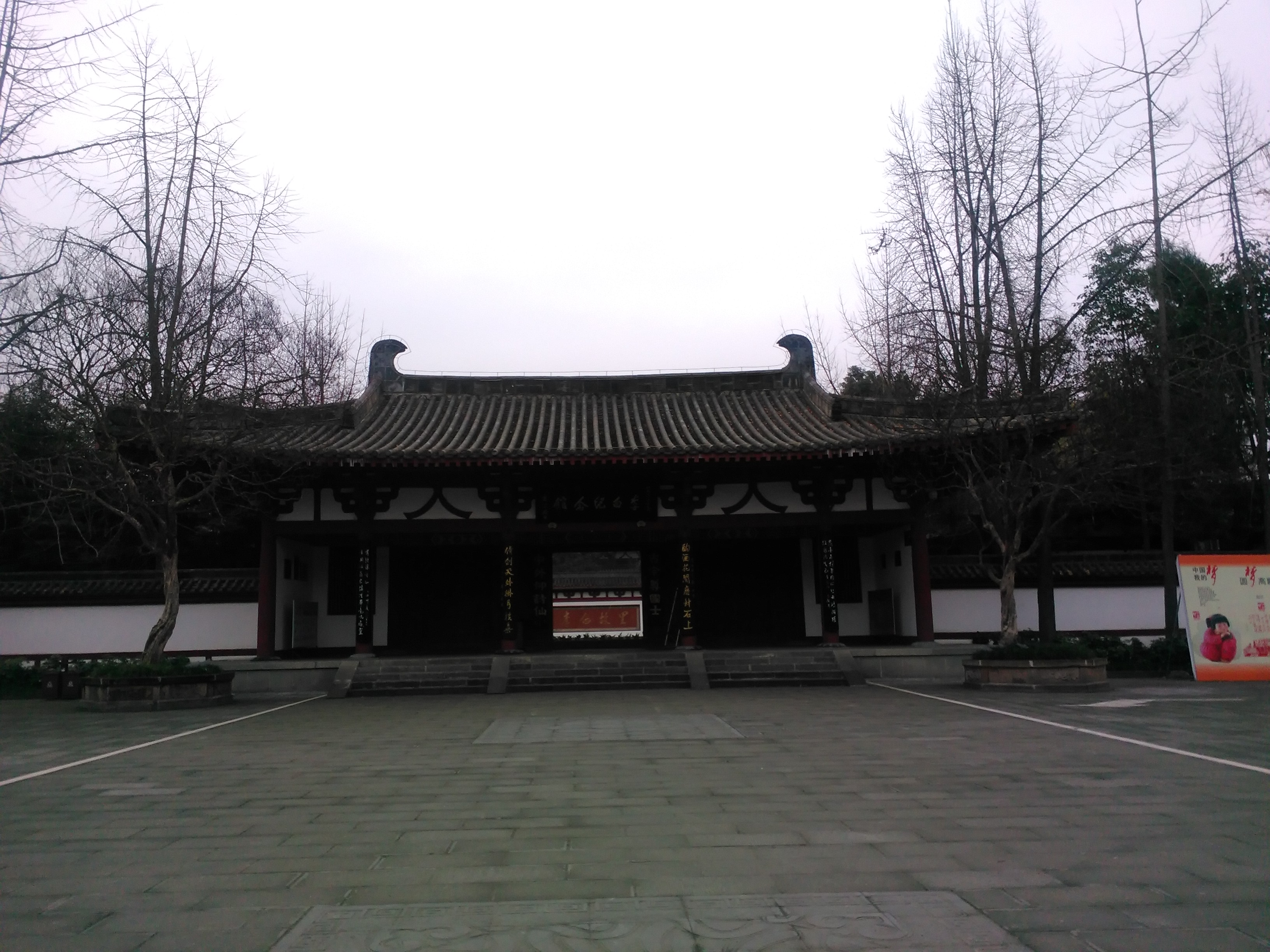
四川江油市李白紀念館

紀念李白的太白樓共有四所，分別位於山東濟寧、安徽馬鞍山市、歙縣以及四川青蓮鎮，其中濟寧太白樓與李白關係較密切，最為著名。濟寧太白樓原名為賀蘭氏酒樓，當年李白常在此宴飲，後人为表敬重稱之「太白」，沿用至今，在宋、金、元代皆曾重建和修葺，今建於濟寧舊城牆上，內設李白塑像，一樓正廳介紹李白的生平及佳作，二樓大廳則是歷代名人書畫展覽區，如祝允明手書杜甫《飲中八仙歌》長卷:78-79。四川綿陽江油市設有江油市李白紀念館，1982年建成開館，是國家二級博物館，宗旨是宣傳李白文化，館內展出歷代李白詩集版本及有關書畫，接待遊客年均65萬人次:106。四川李白研究會成立於1984年，是今中國最早成立的李白研究機構，秘書處設於江油市李白紀念館，每隔兩年舉辦一次李白文化學術會議:107。

## 延伸閱讀
[在维基数据编辑]
 在维基文库阅读此作者作品（ 在维基共享资源阅览影像）
 《舊唐書·卷190下》，出自刘昫《舊唐書》
 《新唐書/卷202》，出自《新唐書》
- 陳良吉. . 《臺中教育大學學報·人文藝術類》. 2011, 25 (1): 21–39  [2024-11-28]. （原始内容存档于2025-02-17） （中文（繁體））.
- 蕭麗華. . 《臺大中文學報》. 2010, 33: 185–223  [2024-11-28]. （原始内容存档于2025-02-17） （中文（繁體））.
- 陳慶元. . 《東海中文學報》. 2001, 13: 43–64  [2024-11-28] （中文（繁體））.